# Saragozza (comarca)
Saragozza è una delle 33 comarche dell'Aragona, con una popolazione di 697 532 abitanti; suo capoluogo è Saragozza.
Amministrativamente fa parte della provincia di Saragozza, che comprende 17 comarche.